# Alice Yotopoulos-Marangopoulos
Alice Yotopoulos-Marangopoulos, född 1917, död 2018, var en lankesisk feminist och advokat.
Hon var ordförande för International Alliance of Women 1989–1996. 